# Anacroneuria gu-4
Anacroneuria gu-4 är en bäcksländeart som beskrevs av Bill P.Stark 2000. Anacroneuria gu-4 ingår i släktet Anacroneuria och familjen jättebäcksländor. Inga underarter finns listade i Catalogue of Life.